# Francesco Palumbo
Francesco Palumbo (Andria, 10 luglio 1960) è un paracadutista italiano.
Atleta del Gruppo Sportivo Carabinieri Paracadutisti Tuscania, è stato due volte campione del mondo di paracadutismo a squadre: in Cina nel 1994 e a Vsar (Croazia) nel 1998.
Nell'Arma dei carabinieri dal 1978, nel 1986 conquista il primo titolo italiano. Nella sua carriera ne ha vinti sette, l'ultimo dei quali nel 2005 all'età di 44 anni, oltre a diversi titoli e piazzamenti europei.
È stato istruttore presso il Centro Sportivo Carabinieri Paracadutisti di Livorno fino al 2012.